# Prélude pour clarinette seule de Penderecki
Le Prélude pour clarinette en si bémol majeur, parfois appelé aussi Prélude pour clarinette seule, est une œuvre du compositeur polonais Krzysztof Penderecki. Elle a été composée en 1987 et fait partie de la série de compositions pour instrument seul que Penderecki a composées au cours des années 1980, comme Cadenza for Solo Viola (1984) et Per Slava (1986).

## Histoire de la composition
L'œuvre a été offerte au compositeur britannique Paul Patterson pour son quarantième anniversaire. La composition n'a pas reçu de première officielle en raison de sa courte durée, mais la première exécution a eu lieu à Manchester, le 1er décembre 1987. Joanna Patton l'a joué pour la première fois devant le grand public. Elle a été publiée par la Maison polonaise d'édition musicale (en) et Schott Music.
Cette œuvre est souvent présentée comme pièce de musique contemporaine dans les concours d'admission des conservatoires en France.

## Structure
La pièce exploite la clarinette pour un voyage réfléchi qui reste fidèle à l'indication Lento sostenuto donnée en début de la partition.

## Enregistrements notables
Voici quelques-uns des enregistrements les plus connus de cette pièce :
| Clarinettiste       | Maison d'enregistrement               | Année d'enregistrement | Format |
| ------------------- | ------------------------------------- | ---------------------- | ------ |
| Aleksander Romański | WERGO                                 | 1993                   | CD     |
| Martin Fröst        | BIS Records                           | 1994                   | CD     |
| Ulf Rodenhäuser     | Musikproduktion Dabringhaus und Grimm | 1997                   | CD     |
| Karl Leister        | Camerata                              | 1998                   | CD     |
| Michel Lethiec      | Naxos                                 | 2001                   | CD,    |